# Claude Joseph Dorat
Claude Joseph Dorat, detto il cavaliere Dorat, (Parigi, 31 dicembre 1734 – Parigi, 29 aprile 1780) è stato uno scrittore, poeta e drammaturgo francese.

## Biografia
Nato da una famiglia della nobiltà di toga, dopo aver inizialmente intrapreso gli studi di avvocato, come volevano i suoi genitori, abbandonò presto questa carriera, che non soddisfaceva i suoi gusti, per entrare nei moschettieri del Re. Tuttavia, abbandonò presto le armi per compiacere una sua vecchia zia giansenista, di cui Dorat era ereditiere, e che non vedeva in questa carriera nessuna via di redenzione per il nipote. Ciò portò Dorat a dire scherzosamente: "forse, senza Giansenio, sarei diventato maresciallo di Francia".
Dorat, abbandonato a se stesso, trovò conforto fin da giovane nella filosofia e nell'amore. Il suo patrimonio, inoltre, gli era sufficiente per una vita da letterato in cerca di mero agio e libertà ed iniziò quindi a frequentare il mondo delle lettere, i teatri e le donne alla moda. Ben presto però esaurì le sue ricchezze spendendo per i suoi piaceri e per la stampa delle sue opere. I suoi lavori letterari toccarono i generi più disparati: poemi, tragedie, commedie, racconti, favole, epistole, odi, eroiche nello stile di Ovidio, madrigali, versi seri e versi leggeri. Il suo esordio letterario fu un'ode alla Sfortuna, presto seguita da diverse eroiche. Nel 1754, all'età di vent'anni, scrisse la sua prima opera teatrale, Zulica, che fu rappresentata nel 1760. Crébillon padre, allora censore reale degli spettacoli, l'accolse così positivamente che si assunse il compito di rifare il quinto atto. I primi quattro atti furono ben apprezzati, ma il quinto non ebbe successo. In seguito fece rappresentare nuovamente questa tragedia con il titolo Pierre-le-Grand. Dopo questo fallimento diede ogni mese qualche nuova produzione, celebrando qualsiasi evento in corso con dei versi, tuttavia non indimenticabili.
La tragedia Régulus (1773) e la commedia La Feinte par amour (1775) ebbero un discreto successo a teatro, ma Dorat era caduto nell'imprudenza di comprare gli applausi dei palchi e del parterre, che ebbero lo spiacevole effetto di rovinare la sua fortuna già compromessa, fornendo ai suoi nemici nuovi pretesti per ridicolizzarlo. Respinto da ogni parte dai suoi rivali, maltrattato dal pubblico, imputa il suo scarso successo unicamente all'implacabilità di una cabala nemica e cerca di prevalere su di essa moltiplicando le sue opere, dando nel giro di pochi anni Adélaïde de Hongrie, Le Célibataire, Le Malheureux imaginaire, Le Chevalier français à Turin, Le Chevalier français à Londres, Roséide e Pierre-le-Grand, per non parlare di alcune altre commedie ricevute ma non rappresentate, come Zoramis, Les Prôneurs e Alceste. Tutte le opere da lui rappresentate ebbero almeno un riscontro positivo, ma a ogni nuovo successo gli veniva detto, citando Pirro: “Un'altra vittoria come questa e siamo rovinati!".

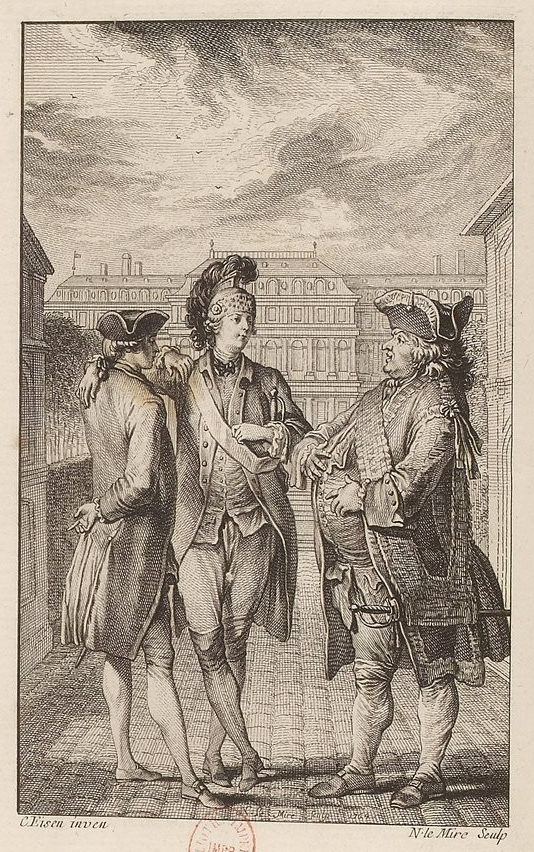
Dorat, a sinistra, con Pezay, in uniforme da dragone al centro. Incisione di Eisen da Noël Le Mire.

Legato a Fréron e sostenuto da L'Année littéraire, si dichiarò nemico dei philosophes e, nel 1777, rappresentò un salotto filosofico in Les Preneurs ou le Tartuffe littéraire, che lo portò ad una guerra aspra contro gli Enciclopedisti, che lo attaccarono duramente, e la cui influenza gli impedì di raggiungere l'Académie française, da cui i rigori di Melchior Grimm nei suoi confronti e soprattutto le diatribe con La Harpe. Bersagliato dagli epigrammi, perché facile e gentile in società, Dorat non cercava tanto di brillare quanto di piacere, e si fece molti nemici a causa della sbadataggine, dell'indiscrezione, a volte persino della goffaggine. Verso la fine della sua vita, amareggiato dalle critiche spietate e dalle piccole angherie letterarie, viste come una vera e propria persecuzione, si permise persino di respingere l'odio con l'odio e l'insulto con l'insulto. Correndo costantemente il rischio di scontentare i suoi maestri o i suoi rivali, non sopportava l'idea di essere in torto con loro e cercava sempre occasioni per riconciliarsi. Così, dopo aver insultato l'Académie in diverse occasioni, fece di tutto per ottenere comunque una cattedra accademica. Anche alcuni dei suoi più acerrimi nemici, Linguet e La Harpe, nonostante i numerosi e denigranti epigrammi, non poterono nulla di fronte alla sua benevolenza.
Nel marzo 1777, non contento di avere L'Année littéraire dalla sua parte, Dorat volle un giornale tutto suo e assunse da Mercier la direzione del Journal des Dames fondato nel 1759 da Thorel de Campigneulles, di cui fu direttore fino al giugno 1778. Avendo preso a modello Voltaire, dal quale però si discostava considerevolmente, ispirò un gran numero di poeti, come Pezay, Vigée, Demoustier, Laus de Boissy, Bernis, Labouïsse, Beauharnais e Cubières, ai quali è stato applicato il nome di “scuola di Dorat”.

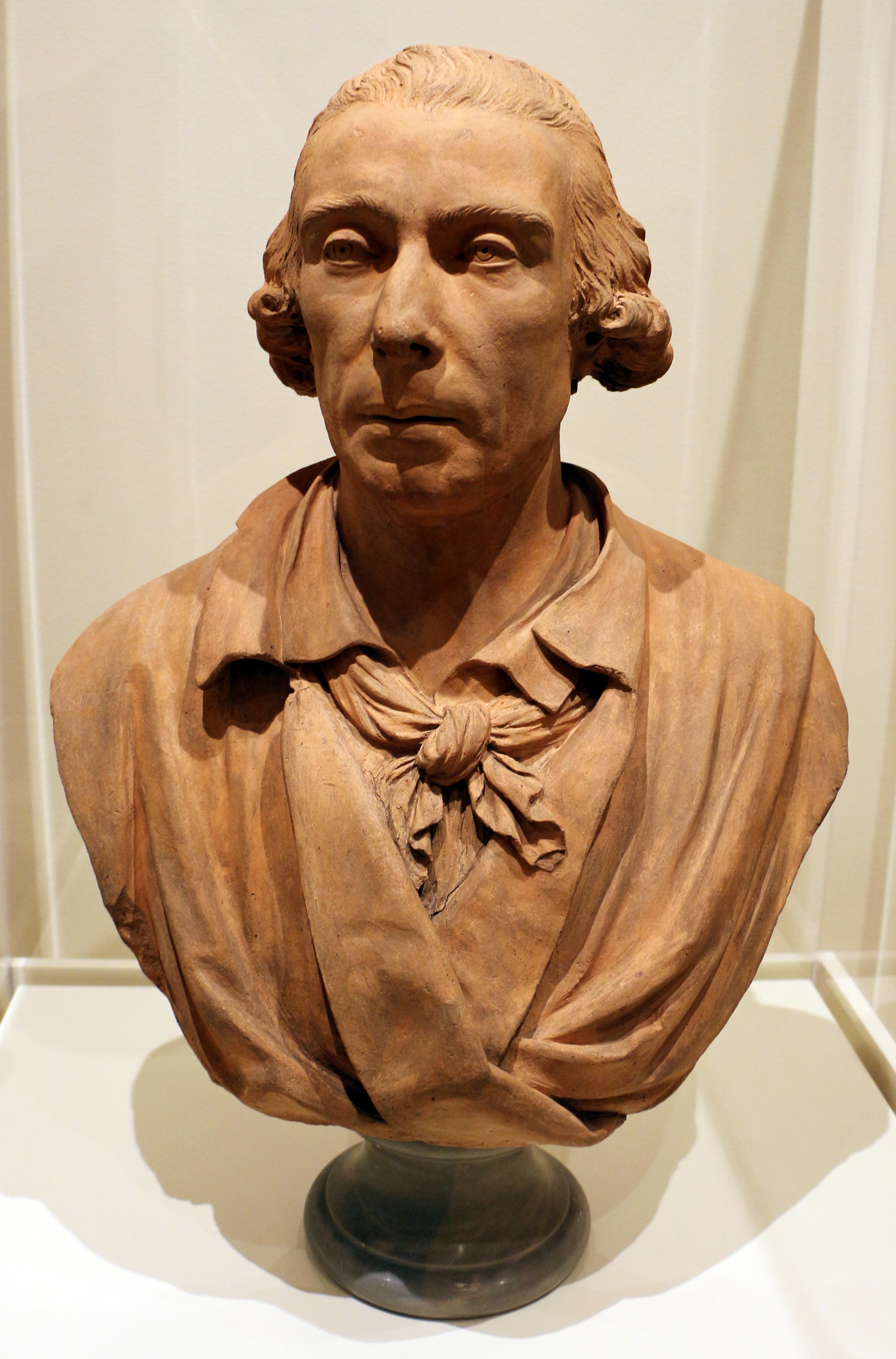
Busto di Dorat realizzato da Augustin Pajou

Dorat pubblicò la maggior parte delle sue opere con numerose incisioni di Clément-Pierre Marillier e Charles Eisen, rendendole capolavori di arte e lusso tipografico. L'abate Galiani disse al riguardo che il poeta “si salvò dal naufragio di tavola in tavola”. La sola raccolta delle sue favole gli costò più di trentamila lire per le stampe di Marillier ed Eisen ma, nonostante le immagini, il libro non vendette e, sebbene la reputazione del poeta ne fosse accresciuta, la sua fortuna fu dilapidata. Una volta caduto in povertà, visse dei benefici della sua amante Fanny di Beauharnais, a cui dedicò alcuni versi, trascorrendo gli ultimi anni nel dolore, in lite con gli attori, di cui finiva sempre per essere debitore, ma anche con i suoi librai, che aveva rovinato con il lusso delle tavole e dei paralumi con cui aveva l'abitudine di decorare le sue minime produzioni. Assillato dai creditori e ancor più da alcuni giornalisti che continuavano ad attaccarlo, oltre che stremato dal lavoro e dal piacere, rimase tuttavia sempre impegnato a sostenere, nonostante le circostanze, le pretese di quella filosofia spensierata e leggera che diventava per lui sempre più difficile da mostrare. Ormai decaduto e prossimo alla fine, non si risparmiò comunque nel continuare a frequentare Fanny di Beauharnais ed Alexandrine Fanier, attrice alla Comédie-Française, con la quale si disse fosse segretamente sposato. Fino a suoi ultimi giorni lavorò con Fanny per l'Abailard supposé, oltre che ad alcune tragedie e al Voltaire aux Welches. Il 29 aprile 1780, due ore prima di morire, volle lavarsi come d'abitudine e fu nella sua poltrona, ben pettinato e ben incipriato, che esalò l'ultimo respiro. Fisicamente era, secondo Grimm, “di statura mediocre, ma snello e leggero, senza avere lineamenti molto distinti, aveva finezza negli occhi, e una non so che aria di dolcezza e leggerezza, abbastanza originale e piccante”.

## Opere selezionate
- Zulica, tragedia in cinque atti rappresentata nel 1760 e riproposta nel 1779 col titolo Pierre-le-Grand.
- Théagène et Chariclée, tragedia in tre atti, 1763.
- Régulus, tragedia in tre atti, 1773.
- La Feinte par amour, commedia in tre atti, 1775
- Les Prôneurs ou le Tartuffe littéraire, commedia in tre atti.
- Les Malheurs de l’Inconstance, ou Lettres de la marquise de Syrcé et du comte de Mirbelle, romanzo epistolare libertino, due parti in due volumi.
- L’Abailard supposé, romanzo, in collaborazione con Fanny di Beauharnais.
- Les Sacrifices de l’Amour, ou Lettres de la vicomtesse de Sénanges et du chevalier de Versenay, romanzo epistolare in due parti in un volume, 1772.